# География на Италия
Италия е държава в Южна Европа разположена на Апенинския полуостров, островите Сицилия (24 400 km²), Сардиния (23 800 km²), Елба (224 km²) и редица малки острови в Адриатическо, Йонийско, Средиземно, Тиренско и Лигурско море.

## Географско положение, граници, големина, брегова линия
Италия се намира в пределите на горската зона на умерения климатичен (на север) и в субтропичния пояс (на юг). На нейната природа огромно влияние оказва Средиземно море, в басейна на което тя е разположена. Общата дължина на сухоземната, в т.ч. речна граница на Италия е 1936 km. На северозапад граничи с Франция (дължина на границата 515 km), на север с Швейцария (718 km) и Австрия (415 km), на североизток със Словения (218 km) и в средата с анклава Сан Марино (70 km). Има излаз на Адриатическо (1128 km), Йонийско (795 km), Средиземно, Тиренско (963 km) и Лигурско море (415 km), с обща дължина на бреговата линия 5599 km, от които континетална брегова линия 3301 km и островна – 2298 km, в т.ч. Сицилия – 867 km, Сардиния – 973 km и останилите острови – 458 km. В тези си граници площта на Италия е 301 338 km², която ѝ отрежда 9-то място по големина в Европа.
Бреговете на Италия са слабо разчленени, като удобните пристанища са малко. Най-силно е разчленено южното крайбрежие на Апенинския полуостров. По западното крайбрежие има няколко плитки заливи с дъгообразна форма (Генуезки, Гаета, Неаполски, Салернски и др.). Бреговете на Лигурско море са предимно абразионни и изобилстват с малки заливи и заливчета. По крайбрежието на Тиренско море високите участъци се редуват с акумулативни равнини. На югоизток преобладават стръмните брегове с признаци на съвременно издигане, а източните брегове са предимно плоски, на североизток – лагунни, подложени на епейрогенно потъване (особено в района на град Венеция).
Територията на Италия, заедно с островити се простира между 36° и 47°с.ш. и между 6° и 18°и.д. Крайните точки на страната са следните:
- крайна северна точка – (47°05′31″ с. ш. 12°11′09″ и. д. / 47.091944° с. ш. 12.185833° и. д.), на границата с Австрия, на 5,5 km североизточно от селцето Предой.
- крайна южна точка – (36°38′40″ с. ш. 15°04′40″ и. д. / 36.644444° с. ш. 15.077778° и. д.), нос Изола де ла Коренти, на южния бряг на остров Сицилия.
- крайна западна точка – (45°06′09″ с. ш. 6°37′38″ и. д. / 45.1025° с. ш. 6.627222° и. д.), в Котските Алпи, на границата с Франция.
- крайна източна точка – (40°06′26″ с. ш. 18°31′12″ и. д. / 40.107222° с. ш. 18.52° и. д.), нос Палация, на източния бряг на полуостров Салентина, на 2,7 km югоизточно от град Отранто.

## Релеф
В Италия преобладават планините и възвишенията, съставляващи около 4/5 от нейната територия. Северната част на страната е заета от Алпите. Най-високи са Западните Алпи с връх Монблан (4807 m), най-високата точка на страната. Те са със стръмни склонове, разчленени от дълбоки и тесни напречни дефилета и тук се наброяват до 15 големи долинни ледника. Източните Алпи с височина до 3899 m (връх Ортлес) също притежават няколко ледника, основно в масивите Бернина, Адамело и Ортлес. Те са силно разчленени от трогови долини, частично заети от езера и имат широка предпланинска полоса. На североизток те се състоят предимно от стръмни варовикови окарстени масиви и хребети, преминаващи на изток в задграничното плато Карст. На юг от Алпите е разположена обширната Паданска низина, която на запад е слабо нахълмена, а на изток е плоска и постепенно се понижава към Адриатическо море. В подножията на Алпите и Апенините лежат високи равнини (височина 200 – 500 m), изградени предимно от рохкави водонепроницаеми пластове. Покрай река По са разположени глинести заблатени ниски равнини (височина 50 – 100 m), подложени на съвременно потъване (до 3 mm годишно). На юг от Паданската низина, на Апенинския полуостров, почти на 1200 km от северозапад на югоизток се простират Апенините. На север те се състоят от редица паралелни или кулисообразно разположени хребети и масиви. Най-високи са Централните Апенини с връх Корно (2912 m). В западната част на полуострова са разположени средно високи планини, редуващи се с хълмисти райони и малки равнини. Тук има редица угаснали и действащи вулкани (Амиата, 1734 m, Везувий, 1277 m) и лавови полета. На югоизток покрай бреговете на Адриатическо море се простират окарстените варовикови плата Гаргано и Ле Мурдже. Южната част на Апенинския полуостров е заета от Калабрийските Апенини (височина до 1956 m). Италианските острови имат предимно планински релеф. На тях има няколко известни вулкана: Етна (3340 m), Стромболи, Вулкано. В Средна и Южна Италия са характерни честите и силни земетресения, които нанасят сериозни разрушения и вземат човешки жертви (Месинско 1908 г., Сицилианско 1968 г.).

## Геоложки строеж, полезни изкопаеми
Територията на Италия се отнася към Алпийската геосинклинална (нагъната) система. Голяма част от нея е заета от кайнозойски нагънати планински съоръжания – Алпи и Апенини, разделени от предпланинското потъване на Паданската низина. На остров Сардиния, полуостров Калабрия и североизтока на остров Сицилия на повърхността се откриват части от херцински и докамбрийски гранитогнайсови масиви. Такъв масив изгражда основата на адриатическото крайбрежие на Италия, като тук той е покрит с чехъл от мезокайнозойски варовици (платата Ле Мурдже и Гаргано).
Италианските Алпи са разположени в пределите на централнокрисналинните, южноваровиковите и пясъчно-глинестите (гравийни) зони на Алпите. На запад в техния строеж участват автохтонните кристалинни масиви Меркантур, Монблан и др., а също и Пенинските покривки съставени от кристалинни шисти и гнайси. В Източните Алпи варовиковите породи образуват системата на източноалпийските покривки, насочени на север. Същия покривен ефект има и строежа на Северните Апенини. Открояват се три покривни системи, насочени на север: долнотосканска (изградена от палеозойски шисти и карарски мрамори), горнотосканска (еоценски пясъчници) и лигурска (люспести глини и шисти с включени офиолитови скали). Централните и Южните Апенини са автохтонни, изградени от мезозойски, палеогенови и неогенови варовици и кредни формации. В строежа на западните предпланински части на Апенините, близо до Рим, наред със седиментните и метаморфни скали участват мощни вулканични слоеве от лави и туфи (трахити, липарити), изграждащи редица изгаснали вулкани с огромни калдери, превърнати в езера (Брачано, Болсена, Вико). Близо до Неапол вулканичните туфи и лави изграждат Флегрейските полета с разнообразни вулканични проявления: фумароли, изригващи па̀ри и газове, изгаснали вулкани и др. В Южна Италия се намират едни от най-големите в света действащи вулкани (Етна, Везувий и др.), разположението на които е подчинено на дълбоки разломи в земната кора. Паданската низина е запълнена с мощен слой (до 8000 m) от неогенски и антропогенски пясъчно-глинести морски и континентални наслаги.
От горивните полезни изкопаеми най-известни са каменните въглища в югозападната част на остров Сардиния и в Алпите (Аоста), кафяви въглища (Сан Джовани Валдарно), лигнити и битуминозни шисти, привързани към палеоген-неогеновите наслаги в Централните Апенини. Нефт и газ се добиват от неогеновите седименти в Паданската низина и предпланините на Апенините (Емилия-Романя), а също в мезозойските и кайнозойските наслаги на остров Сицилия (Рагуза). Основните рудни находища са привързани към древните метаморфни комплекси: оловни, цинкови и железни в Сардиния (Иглезиенте), железни на остров Елба и в Тосканските Рудни планини. В карстовите падини на Абруците, Апулия и полуостров Гаргано се съдаржат боксити. По запаси на живачна руда (находището в Амиата) Италия заема 2-ро място в света след Испания. Във варовиково-глинестите неогенови слоеве на остров Сицилия заедно с гипса има големи находища на сяра. В северната част на Апенините е разположено известното находище на красивите облицовъчни и скулптурни карарски мрамори (Тоскана). От миоценските седименти в Сицилия и Калабрия се добива каменна сол (Галяно Кастелферато, Катандзаро). В страната има многочислени източници на минерални и термални води. В Тоскана естествените термални води (100 – 120°С) и па̀ри, отделящи се от недрата на земята се използват за добив на електроенергия и борна киселина.

## Климат
Климатът на Италия в значителна степен изпитва влиянието на Средиземно море, което усилва бариерната роля на Алпите, заграждащи страната от студените северни ветрове. В по-голямата част от територията на Италия климатът е субтропичен средиземноморски, а в Паданската низина – преходен от субтропичен към умерен. В планините се проявява височинната поясност. Лятото е горещо и сухо със средни юлски температури в подножията на Алпите 20 – 22°С, в Паданската низина 22 – 24°С, а на Апенинския полуостров и островите от 23°С до 28°С. По време на преминаването на ветровете сироко температурата се повишава до 40 – 45°С. В Алпите на височина над 3500 m юлската температура се понижава до 0°С. Средната януарска температура в подножието на Алпите и в Паданската низина е около 0°С, а на Апенинския полуостров и островите от 1°С до 12°С. В Алпите често се наблюдават температури до -15°С -20°С. В някои алпийски долини (Аоста, Суза) резките повишения на температурата на въздуха през зимата и пролетта предизвикват фьонови ветрове. Климатът по крайбрежието на Тиренско море е с 1 – 2°С по-топъл, с този по бреговете на Адриатическо море. Топли зими има и по крайбрежието на Лигурско море, защитено от север от планини, спиращи нахлуването на студени въздушни маси. През зимата, а в централните и северните райони през есента и пролетта преминават циклони, предизвикващи обилни валежи и чести промени на времето. Най-влажните райони на страната са Източните Алпи и Северните Апенини с годишна сума на валежите над 3000 mm, а също и западните планински склонове. По източните склонове и във вътрешните райони на Италия годишната сума на валежите е 600 – 800 mm, а във вътрешните райони на Сицилия и Сардиния под 500 mm годишно. Максимумът на валежите в Алпите е през лятото, в Паданската низина и в северните части на Апенинския полуостров – през пролетта и есента, а на юг – през зимата. Границата на снежната линия се колебае на височина около 2800 – 3200 m. На територията на Италия има над 800 планински ледника, като най-големия – Миадже е в масива Монблан и е с дължина 10 km.

## Води
Най-гъста речна мрежа Италия има на север, където протича най-голямата ѝ река По (дължина 652 km), образуваща с притоците и каналите крупна плавателна система. На изток в Паданската низина протичат реките Адидже, Брента, Пиаве, Таляменто, Рено и др. В долните си течения вследствие отлагането на наноси коритата на реките често се намират над повърхността на равнината, породи което са защитени с високи диги, пробиването на които предизвиква големи наводнения (1951, 1953, 1966). Реките на север освен дъждовно получават също снежно и ледниково подхранване и имат пролетно-лятно и есенно пълноводие. Водите им се използват за напояване, а в Алпите и като източник на хидроенергия. Реките на Апенинския полуостров и островите са маловодни, имат предимно дъждовно подхранване, есенно или зимно пълноводие, а през лятото често пресъхват. Най-големите реки на Апенинския полуостров са Арно и Тибър.
Голяма част от крупните италиански езера (Гарда, Комо, Лаго Маджоре и др.) се намират в предпланините на Ломбардските Алпи, разположени в тектонски котловини, преодълбани от древните ледници. Те са плавателни, а по бреговете им са разположени много курорти. На Апенинския полуостров значителните по площ езера (Болсена, Брачано и др.) заемат кратерите на изгаснали вулкани.

## Почви и растителност
В Алпите на височина до 800 m са развити планински широколистни гори, предимно дъбови, с примеси от кестен, ясен и клен, а на височина от 800 до 1800 m – букови и иглолистни гори, развити върху планински кафяви горски почви, планински торфени почви и рендзини. Нагоре следват храсти, субалпийски и алпийски пасища върху планинско-ливадни почви, а в най-високите части преобладават оголени скали и каменисти повърхности. В Паданската низина в миналото са били разпространени дъбови гори, влажни ливади и храсти, развити върху алувиални и кафяви горски почви, а сега преобладава културната растителност. На Апенинския полуостров и островите Сицилия и Сардиния на височина до 500 – 600 m естествената растителност е представена от малки горички съставени от каменен и корков дъб, пиния, алепски бор и храстови формации развити върху кестеняви, вулканични и, отчасти тъмноцветни почви (смолници). Нагоре, до 1000 – 1500 m преобладават планинските широколистни огри съставени от дъб, бук и кестен върху кестеняви, кафяви горски почви и рендзини. Над 2000 m са разпространени планински смесени гори от бук, смърч, ела и бор. С изсичането на горите големи размери добива почвената ерозия. Горните участъци на най-високите масиви са заети от субалпийски пасища, развити върху планинско-ливадни почви.

## Животински свят
Животинският свят на Италия е беден и обитава предимно планините. В Алпите и Апенините се срещат сърна, дива котка, каменен и горски пор, златка, а в Централните Апенини и кафява мечка. Разпространени са още зайци, белки и около 40 вида птици и влечуги.

## Природни райони
В зависимост от геоложкия строеж, релефа, климата и растителността територията на Италия се поделя на 3 природни района:
- Алпи – район характеризиращ се с високопланински релеф със съвременни и следи от древни заледявания и ярко изразена височинна поясност на ландшафтите.
- Паданска низина – район с преходни от средноевропейски към средиземноморски ландшафти, превърната в тъстонаселен промишлен и селскостопански район.
- Апенински полуостров, Сицилия и Сардиния – район с преобладаващ среднопланински релеф, субтропичен слимат и вечноделена растителност.